# Martha Dodd
Martha Eccles Dodd (8 de octubre de 1908-10 de agosto de 1990) fue una periodista y novelista estadounidense. Era hija de William Edward Dodd, primer embajador en Alemania del presidente de EE. UU. Franklin D. Roosevelt. Martha Dodd vivió en Berlín entre 1933 y 37 y fue testigo del crecimiento del Tercer Reich alemán. Se involucró en una política de izquierda supuestamente después de presenciar de primera mano la violencia del estado nazi. Posteriormente, con su segundo marido Alfred Stern Jr. se introdujo en el espionaje para la Unión Soviética desde antes de la Segunda Guerra Mundial hasta el apogeo de la Guerra Fría.

## Biografía
Martha Dodd nació en Ashland, Virginia. Estudió en la Universidad de Chicago y también durante un tiempo en Washington, D.C. y París. durante un breve tiempo fue redactor aayudante literario del Chicago Tribune.
Martha y su hermano, William E. Dodd, Jr., acompañaron a sus padres a Berlín cuando su padre tomó posesión como embajador de EE. UU. en 1933. Inicialmente, a ella le atrajo el movimiento nazi. Más tarde escribió que "fue temporalmente una defensora ardiente de todo lo que estaba pasando" y admiró "el brillo y la fe inspiradora en Hitler, el bien que se hacía para los parados." Hizo un número de amigos en círculos de élite, y Ernst Hanfstaengl, su en algún momento amante y asesor de Adolf Hitler, intentó animar una relación romántica entre Hitler y Dodd. A Dodd Hitler le pareció "excesivamente gentil y modesto en sus maneras", pero no siguió ningún idilio a su cita. Dodd tuvo numerosas relaciones durante su estancia en Berlín, incluyendo con Ernst Udet, un alto oficial de la Luftwaffe y con el diplomático francés Armand Berard (posteriormente embajador de Francia en las Naciones Unidas). Otros amantes incluyeron el futuro ganador del premio Nobel de Física Max Delbrück y el primer Jefe de la Gestapo, Rudolf Diels.

Después de la noche de los cuchillos largos, la purga nazi de mediados de 1934 realizada por su Sturmabteilung paramilitar, Dodd cambió su opinión sobre los nazis. Personas de su círculo social empezaron a pedir ayuda a los americanos y los teléfonos de la familia Dodd fueron espiados y sus criados registrados como espías. Su madre escribió que Martha Dodd "entró en un estado de nervios que casi bordeaba la histeria y tuvo pesadillas terribles".
En marzo de 1934, el Comisariado soviético NKVD ordenó a su oficial de espionaje Borís Vinográdov (bajo cobertura diplomática en Berlín como encargado de prensa), a reclutar a su amante Martha Dodd como agente.
En 1935, la periodista americana Marguerite Young entrevistó a su padre a petición propia para el Daily Worker, controlado por el Partido Comunista de los Estados Unidos, quien accedió a dar la entrevista a Young ya que ésta ya conocía a su hija Martha. Young escribió de Martha, "su hija, a quien había conocido y apreciaba, una joven atractiva, cabello rubio claro, gran lazo de terciopelo negro en la base del cuello."
Vinográdov y Dodd empezaron una relación romántica que duró años, incluso después de que él dejara Berlín. En 1936, la pareja solicitó permiso para casarse a Iósif Stalin. Martha Dodd aceptó espiar para la Unión Soviética. Otros agentes pronto reemplazaron Vinográdov y Dodd trabajó con  ellos mientras esperaba poder reconectar con Vinográdov. (Vinográdov fue ejecutado aproximadamente en 1938, durante la Gran Purga.) Dodd Informó a los soviéticos de secretos de la embajada y del Departamento de Estado americano y proporcionó detalles de los informes de su padre al Departamento de Estado. Como parte de su cobertura, mantuvo una relación romántica con Louis Ferdinand, nieto del último Káiser. En anticipación de la jubilación de su padre de su puesto en Berlín, intentó averiguar la preferencia soviética para su sustituto y dijo al liderazgo del NKVD que "si este hombre tiene al menos una posibilidad leve, persuadiré a mi padre para que promueva su candidatura." Después de que Dodd abandonase Alemania en diciembre de 1937, Iskhak Akhmérov, rezident (espía infiltrado) del NKVD en la Ciudad de Nueva York, dirigió su trabajo de espionaje.
En el verano de 1938, mientras estaba todavía implicada románticamente con el director de cine Sidney Kaufman, con quien vivió durante varios meses, Martha Dodd se casó con el millonario de Nueva York Alfred Stern, un broker de inversiones que había conseguido una gran riqueza en un divorcio previo de la hija del magnate de Sears Julius Rosenwald. Según Dodd, Stern estuvo preparado para contribuir $50,000 al partido Democráta para conseguir un puesto de embajador. Los soviéticos vieron en ella un valioso pero incierto aliado. Una valoración era: "Una dotada, lista y educada mujer, que requiere un control constante sobre su comportamiento." Otra valoración era que "se considera a sí misma una comunista y dice que acepta el programa del partido. En realidad ella es una representante típica de la bohemia americana, una mujer sexualmente degenerada dispuesta a dormir con cualquier hombre guapo." En una carta del 5 de febrero de 1942, Dodd dijo a sus contactos soviéticos que su marido debería ser traído a su red. Con la aprobación de sus contactos, se lo propuso a su marido e informó que había respondido con entusiasmo: "quería hacer algo inmediatamente. Él decía que creía que tenía muchos contactos que podrían ser valiosos para esta clase de trabajo." Stern estableció una editora de música que sirvió de cobertura para enviar información de los EE. UU. a la Unión Soviética. Dodd y Stern demostraron ser de poco valor a los soviéticos más allá de proporcionar la cobertura de la casa editorial y recomendar ocasionalmente a alguien como agente potencial. Como parte de la red de espías Soble (véase Jack Soble), Martha Dodd (de nombre camuflado Liza) recomendó a Jane Foster para infiltrar el OSS.
En 1939, Dodd publicó una memoria de sus años en Berlín, titulada A través de los Ojos de la Embajada. Incluía un elogio extravagante de la Unión Soviética basada en sus viajes allí. Con su hermano como coeditor, publicó los diarios de Berlín de su padre, el diario del embajador Dodd, 1933-1938.
Su novela de 1945, Sowing the Wind, describía el deterioro moral de los alemanes decentes bajo Hitler. No fue "muy apreciada como trabajo de ficción", pero se convirtió en un best-seller en su traducción en el sector ruso de Berlín en 1949.
El FBI tuvo a Dodd bajo vigilancia desde 1948. Los contactos entre Dodd y Popa y el NKGB, sucesor del NKVD, se interrumpieron en 1949. En 1955, Dodd publicó The Searching Light, una defensa de la libertad académica que contaba la historia de un profesor bajo presión para firmar un juramento de lealtad. En julio de 1956, citados para declarar en varios casos de espionaje, huyeron a Praga vía México con su hijo de nueve años. Posteriormente, solicitaron la ciudadanía soviética y les fue denegada. Boris Morros, un espía soviético convertido en informante del FBI, implicó a Dodd y Stern en 1957 como agentes soviéticos como parte de su descubrimiento de la red de espías Soble. Los soviéticos entonces les permitieron emigrar a Moscú justo cuando fueron condenados por espionaje por un tribunal de EE. UU.
Un documento del KGB fechado en octubre de 1975, notaba que los Stern estuvieron entre 1963 y 1970 en Cuba. Durante los años de los 1970s, aparentemente decepcionados con sus vidas en la Unión Soviética, probaron sin éxito mediante su abogado americano negociar su regreso a los EE. UU. El KGB vigilaba las negociaciones y no tuvo ninguna objeción, ya que su conocimiento de las actividades de espionaje era obsoleto o había sido ya descubierto por Morros.
En 1979, el Departamento de Justicia de los Estados Unidos eliminó las acusaciones contra Dodd y su marido relacionados con el caso Soble. Dodd murió el 10 de agosto de 1990 en Praga.
Sus cartas fueron depositadas en la Biblioteca del Congreso de Estados Unidos. Su ficha del FBI contenía 10 400 páginas.

## Obras
- Martha Dodd, Through Embassy Eyes (Nueva York: Harcourt, Brace, 1939), extracto disponible, título en el Reino Unido: My Years in Germany
- Martha Dodd, Charles Beard, eds., Ambassador Dodd's Diary, 1933-1938 (Nueva York: Harcourt, Brace, 1941), OCLC 395068
- Martha Dodd, Sowing the Wind (Nueva York: Harcourt, Brace, 1945)
- Martha Dodd, The Searching Light (Nueva York: Citadel Press, 1955)

## En cultura popular
- Dodd apareció como personaje en la novela de 2012 Flight from Berlin, de David John.
- Dodd aparece de manera prominente en el libro de no ficción, In the Garden of Beasts (En el Jardín de las bestias), de Erik Larson, que cuenta las experiencias de la familia Dodd en Berlín en los años 1930s.